# Суворе море
«Суворе море» («Karge meri») — радянський художній фільм 1981 року, знятий режисером Арво Круусементом на кіностудії «Талліннфільм».

## Сюжет
За однойменним романом Августа Ґаіліта. Мисливець на тюленів, потомствений рибалка Маат Рухве привозить на острів наречену. Катріна стає його дружиною. Їй важко звикнути до умов суворого життя остров'ян, похмурих осіб, їх майже диких звичаїв. І лише любов до Матта пов'язує її з морем.

## У ролях
- Мерле Тальвік — Катріна Леет (дублювала Н. Кареслі)
- Тіну Карк — Матт Рухве (дублював С. Соловйов)
- Мікк Міківер — Сіймен Тара (дублював І. Єфімов)
- Іта Евер — Тоора Йокус і Лиине (дублювали Л. Ксенофонтова і В. Пугачова)
- Райне Лоо — Епп Лоона (дублювала Л. Старицина)
- Рейн Арен — Яак Нійлус (дублював М. Федорцов)
- Аарне-Маті Юкскюла — пастор Йосепп Лунд (дублював О. Кожевников)
- Лембіт Ульфсак — Тоомас Андла
- Маргус Оопкауп — Пяяр Андерс
- Арві Халлік — Ееро Куйго
- Хіля Варем-Вее — дружина Хуйго
- Антс Ескола — епізод
- Мільві Юргенсон — епізод
- Лізл Лійса Ліндау — епізод
- Еллен Алакюла — епізод
- Сальме Реек — епізод
- Ф. Турбан — епізод
- Лайне Месікяпп — епізод
- Аарне Леет — епізод
- Сільвія Лайдла — епізод
- Херта Ельвісте — епізод
- Ийє Маасік — дружина Андерса

## Знімальна група
- Режисер і сценарист — Арво Круусемент
- Оператор — Юрій Сілларт
- Композитор — Вельо Торміс
- Художник — Тину Вирве